# Клепальщица Роузи
«Клепальщица Ро́узи» (англ. Rosie The Riveter) — картина американского художника и иллюстратора Нормана Роквелла, написанная в 1943 году. Использовалась в качестве обложки журнала The Saturday Evening Post и в виде известного военного плаката, который вместе с циклом картин «Четыре свободы» стал частью передвижной агитационной выставки, призывающей подписываться на военный заём.
Картина внесла вклад в создание «культурной иконы» США, представляющей американских женщин, работавших на предприятиях во время Второй мировой войны, многие из которых производили боеприпасы и военное снаряжение. Эти женщины иногда вступали в совершенно новые сферы работы, занимая традиционные места мужчин, которые ушли на фронт. Образ «Клепальщицы Роузи» часто ошибочно ассоциируется с другой женщиной, изображённой на пропагандистском плакате тех времён «We Can Do It!».
В США во время Второй мировой войны началась национальная кампания, целью которой было привлечение домохозяек на производство и в другие сферы деятельности. В условиях острой нехватки рабочей силы в военное время женщины были необходимы оборонной промышленности, гражданской службе и даже вооружённым силам.
Плакаты и изображения прославляли и представляли в идеализированном виде роль работающих женщин и утверждали, что нет необходимости при этом жертвовать женственностью. Женщины на этих плакатах изображались привлекательными, уверенными и полными решимости внести свой вклад в дело победы в войне. Среди изображений женщин-тружениц во время Второй мировой войны преобладает образ женщин, трудящихся на заводах и фабриках. Клепальщица Роузи — сильная, уверенная в себе женщина в комбинезоне и пёстром платке на голове — представлялась как символ патриотизма и женственности. Атрибуты работы на военном производстве — рабочая одежда, инструменты и коробки с обедами — были неотъемлемой частью нового образа женственности.

## История создания картины
Часто ошибочно считают, что образ клепальщицы Роузи создал Норман Роквелл. Это не так: Роквелл прославил этот образ своей картиной, но несколько других Роузи появились в американском искусстве времён Второй мировой войны ещё до мая 1943 года, когда была написана картина. Например, в известной песне Джона Джакоба Лоеба на стихи Редда Эванса (1942) есть такие слова:
Целый день, под дождём или солнцем

Она стоит на конвейере.

Она делает историю, она работает на победу

Клепальщица [звук пневматического пистолета] Роузи.
Оригинальный текст (англ.)
All day long, whether rain or shine

She’s part of the assembly line

She’s making history, working for victory

Rosie, brrrrrrrr, the riveter.Редд Эванс
Обложка конверта для пластинки с записью этой песни представляет собой одно из первых графических воплощений образа.
Среди тех женщин, кто занял во время войны рабочие места ушедших в армию мужчин, многие были заняты в авиационной промышленности на сборке корпусов самолётов. Одно из подразделений Офиса военной информации занималось тем, что убеждало редакторов газет и журналов способствовать привлечению женщин к работам в оборонных отраслях промышленности. Поэтому редакторы The Saturday Evening Post поручили Роквеллу создание обложки, посвящённой Роузи, к национальному американскому празднику Дню поминовения — 29 мая 1943 года.

## Описание картины
Оригинал картины выполнен на холсте в технике масляной живописи. Размер по вертикали 132 сантиметра, по горизонтали 102 сантиметра.
Композиция картины буквально копирует фигуру пророка Исайи с фрески Микеланджело из росписи плафона Сикстинской капеллы. Хотя у пророка нет коробки с бутербродами и значков Красного креста, он сидит в такой же позе, как и комически-мускулистая рыжая девушка, сидящая на фоне спадающего волнами американского флага, с бутербродами в руке. На её коленях лежит пневматический пистолет для забивания заклёпок и коробка для ланча с её именем «Роузи», что позволяет безо всякой подписи под картиной узнать героиню известной к тому времени песни «Клепальщица Роузи». Её нога попирает копию книги Гитлера «Майн кампф», что символизирует её непосредственный вклад в победу над врагом.
Лёгкая конструкция из проволоки у неё над головой создает впечатление нимба и тем самым возводит американских девушек, заменивших на рабочих местах мужчин, в ранг святых.

### Значки
Значок Красного креста означает, что Роузи является донором крови. Второй слева знак «Голубой звезды» говорит о её вкладе в кампанию поддержки военнослужащих. Белый знак «V stands for Victory» свидетельствует о её участии в военном займе. Персональный нагрудный знак-пропуск в совокупности с двумя бронзовыми медалями за успехи в гражданской службе и Президентский Е-знак за отличие (Excellence) в работе характеризуют личный вклад Роузи в производство военной продукции.

### Мэри Луиза Дойл
Натурщицей (точнее сказать «лицом») картины стала миниатюрная ирландка Мэри Луиза Дойл, работающая телефонисткой. Ей было 19 лет и она проживала вместе с матерью, которая из своего дома управляла местной телефонной сетью в Арлингтоне (Вермонт). Норман Роквелл обратил внимание на девушку, когда пришёл оплачивать счёт за телефон. После этого он позвонил ей и спросил, не может ли она позировать для его картины.
При первом сеансе Мэри Дойл была одета в белую блузку и туфли. Фотоассистент Роквелла Джин Пелхэм сделал фотографии, но художник посчитал выбор одежды неправильным. Второй раз она надела более убедительные в качестве рабочей одежды джинсовую рубашку с короткими рукавами и потёртые мокасины.
Мэри Дойл была ошеломлена и обижена, когда увидела себя на обложке журнала. Она рассчитывала увидеть привлекательную молодую женщину, а не «бегемотиху, вынырнувшую из чёрных глубин воображения художника». У неё были грациозные руки, а не горы мускулов, словно позаимствованные у Джека Демпси. Словом, её голова была пририсована к чужому телу. Роквелл позвонил Мэри Дойл специально, чтобы извиниться за то, что сделал её на картине настолько неженственной. «Она должна была бы подать на меня в суд» говорил Норман Роквелл.
Мэри Дойл (в замужестве Киф) умерла в возрасте 92-х лет в апреле 2015 года. В сообщении о её смерти журнал The Saturday Evening Post приводит интервью с ней, опубликованное в номере от 1 июля 2013 года, в котором она пишет, что позировала действительно с сэндвичем с ветчиной в руке и из её кармана действительно выглядывал белый носовой платок. Но она никогда в жизни не видела книги Mein Kampf, и пневматический пистолет, который она держала на коленях, был бутафорским.

## Картина в оценках зрителей
Картина после публикации на обложке стала чрезвычайно популярной и, как и ранее цикл картин «Четыре свободы», она была также использована в качестве плаката, призывающего граждан подписываться на военные займы. Для этой цели министерство финансов США взяла картину в долг у The Saturday Evening Post до окончания войны. Картина имела большой успех, мускулистое тело Роузи стало национальным достоянием. «Я гордилась тем, что моё изображение помогло собрать столько денег на войну», — вспоминала Мэри Дойл. Американский драматург Дэвид Мэмет писал: «Для меня американской иконой является „Клепальщица Роузи“. „Клепальщица Роузи“ победила Гитлера».